# Hinton, South Gloucestershire
Hinton är en ort i Storbritannien. Den ligger i kommunen South Gloucestershire och riksdelen England, i den södra delen av landet, 160 km väster om huvudstaden London. Hinton ligger 110 meter över havet och antalet invånare är 3 533.
Terrängen runt Hinton är huvudsakligen platt, men söderut är den kuperad. Terrängen runt Hinton sluttar västerut. Runt Hinton är det tätbefolkat, med 476 invånare per kvadratkilometer. Närmaste större samhälle är Bristol, 15,1 km väster om Hinton. Trakten runt Hinton består i huvudsak av gräsmarker.